# Xenoctenus pampeanus
Xenoctenus pampeanus är en spindelart som beskrevs 1940 av Cândido Firmino de Mello-Leitão. Arten ingår i släktet Xenoctenus och familjen taggfotsspindlar. Inga underarter finns listade i Catalogue of Life.